# Mariana Alves
Mariana Alves (23 settembre 1972) è una giudice di tennis portoghese.

## Biografia
È una delle poche donne ad avere ottenuto la certificazione Gold dall'International Tennis Federation; tra le altre ci sono la greca Eva Asderaki e l'inglese Alison Lang. Alves è stata la giudice di sedia in tutti e quattro i tornei del Grande Slam (Australian Open, Open di Francia, Wimbledon, US Open) e in diverse altre competizioni quali la Kremlin Cup e gli Internazionali d'Italia. Anche in occasione delle Olimpiadi di Pechino ha fatto da giudice per i tornei di tennis.
È stata la protagonista involontaria dell'introduzione di una delle più grandi innovazioni del tennis. Durante gli US Open 2004 ha arbitrato il quarto di finale tra Serena Williams e Jennifer Capriati, in diversi punti cruciali del match le sue chiamate sono state contestate dalla Williams ed i replay televisivi hanno dato ragione alla tennista. I suoi errori, oltre ad averla fatta allontanare dal torneo statunitense ed aver fatto scusare gli organizzatori con Serena Williams, hanno fatto discutere e nello stesso torneo è stato provato un sistema di moviola in campo, risultando molto accurato. Solo due anni dopo, durante gli US Open 2006 è stato introdotto ufficialmente l'Hawk-Eye.
Nel 2010 partecipa alla sua prima finale in un torneo del Grande Slam, a Wimbledon infatti arbitra la finale del singolare femminile tra Serena Williams e Vera Zvonarëva, vinto dall'americana per 6-3, 6-2.